# Clan de la Grulla
El Clan de la Grulla, en el universo ficticio del juego de rol y de cartas coleccionables de la Leyenda de los Cinco Anillos, es un clan de samuráis fundado por la Kami Doji. Es el más cercano a la familia imperial desde que se fundó Rokugan.
Sus colores típicos de vestimenta son el celeste y el blanco. Son considerados los cortesanos y artistas del reino, y poseen una de las más prestigiosas escuelas de duelistas.

## Familias
Durante siglos, la Grulla ha utilizado las maniobras políticas para mantener su posición como consejeros del Emperador. Cuando el primer Hantei necesitó una esposa, fue el clan de la Grulla el que aportó las más hermosas muchachas. Cada generación de Hantei se ha casado con una mujer del clan de la Grulla, pero Hantei no es el único. Generaciones de Grulla se han abierto paso entre los otros clanes, proporcionándole así simpatizantes en todos sitios. Como la madre del Emperador y de muchos daimyo ha sido una Grulla, el clan ha disfrutado de muchas ventajas. Son capaces de reclamar favores en casi cualquier momento de casi cualquier clan.
El Clan de la Grulla se las ha arreglado también para atraer a los mejores espadachines para que enseñen en sus dojos en el arte del kenjutsu. La escuela Kakita es la escuela de esgrima más famosa de Rokugan.
- Doji: familia del campeón del clan, su líder, y poseedora de la más afamada escuela de cortesanos de todo el reino, la Escuela de cortesanos Doji. De ella son las mujeres de los emperadores de Rokugan por regla general. Posee, además, una Escuela de magistrados.
- Kakita: familia también muy importante dentro del clan, que posee una escuela de bushi. En la Escuela de bushi Kakita son especialistas en el arte del duelo, y son conocidos por sus reflejos en el combate así como por utilizar su velocidad en desenvainar para beneficiarse en los enfrentamientos individuales. La élite de los Kakita son los Kenzishen, que se jactan de desenvainar su katana y acabar con la vida de su rival en el tiempo que transcurre entre dos latidos de su corazón.
- Daidoji: familia antigua en el clan, que posee entre sus escuelas la de bushi y la de yojimbo, o protectores. Los Daidoji son los guerreros más duros dentro del clan. Una leyenda cuenta como ayudaron al Clan del Cangrejo en una ocasión, entregando sus vidas en ello y ganándose el sobrenombre de La grulla de hierro para los defensores de la Muralla del Carpintero. La gran mayoría de los exploradores Grulla proceden de esta familia.
- Asahina: familia que posee la escuela de shugenja del clan. Son respetados y conocidos por su honor. En esta escuela se especializa a los hombres santos en el conocimiento de los kami de aire. También son conocidos por ser pacifistas y despreciar la guerra como resolución de conflictos. En las artes de la magia son expertos capaces de conjurar tormentas, como las que ayudaron en la Batalla del Ciervo Blanco.
- Yasuki: la menor de las familias, sufrió una escisión años atrás separándose sus componentes entre el clan de la Grulla y el del Cangrejo. No poseen escuela propia, ya que esta quedó en el otro clan, lo cual ha traído numerosas disputas entre ambos. Los Yasuki, tanto Grulla como Cangrejo, son conocidos por no perder honor al negociar con los comerciantes, cosa que para el resto de familia supone un inconveniente importante.